# Isotherm

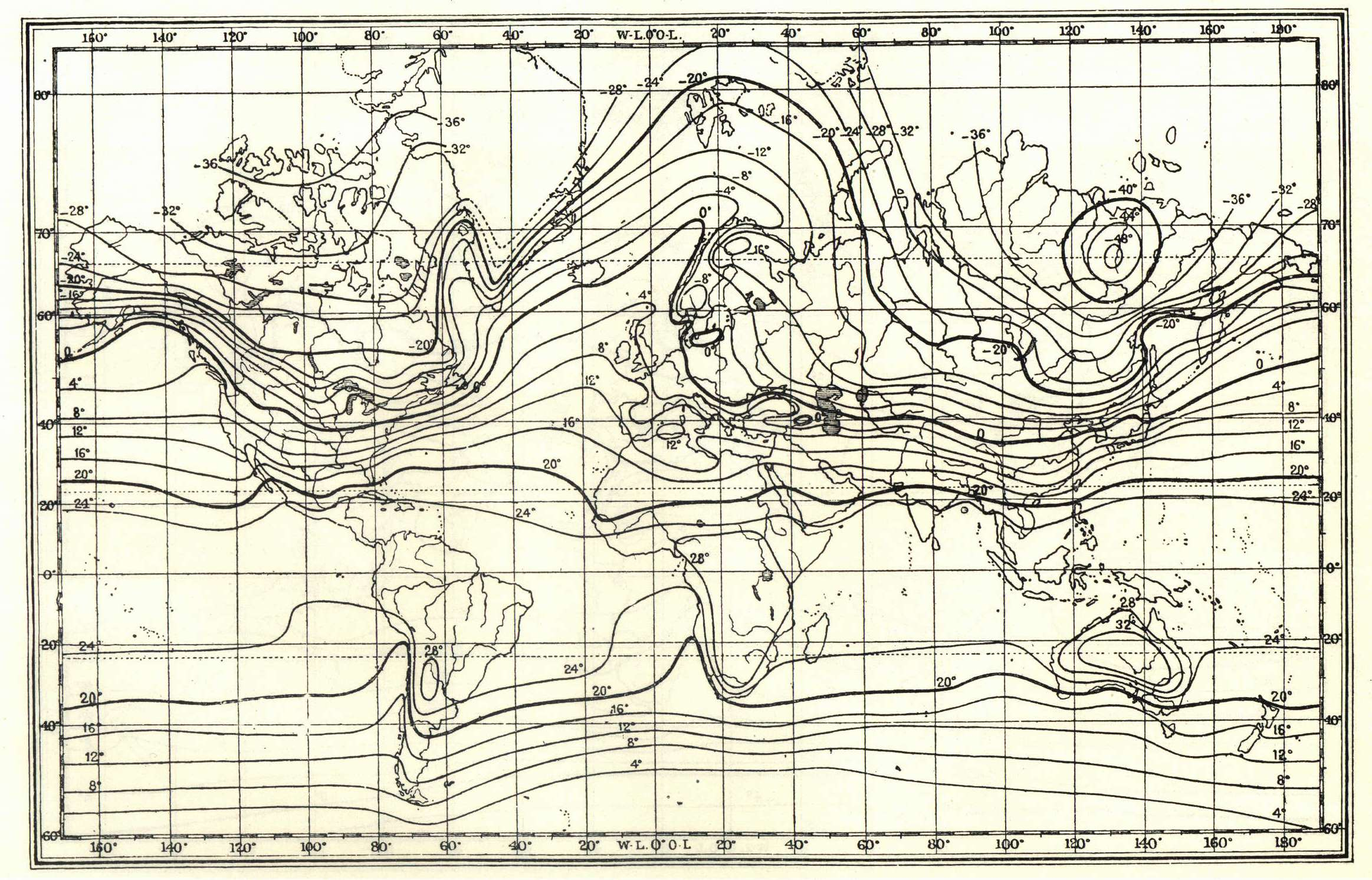
Isothermen in januari
(ca. 1910), Nordisk familjebok

Een isotherm is een isolijn van constante temperatuur op een kaart.
Isothermen worden veel gebruikt op weerkaarten om grootschalige temperatuurverdelingen aan te duiden. Ook in de thermodynamica, met name in fasediagrammen worden isothermen gebruikt.